# Xavier T. Brunson

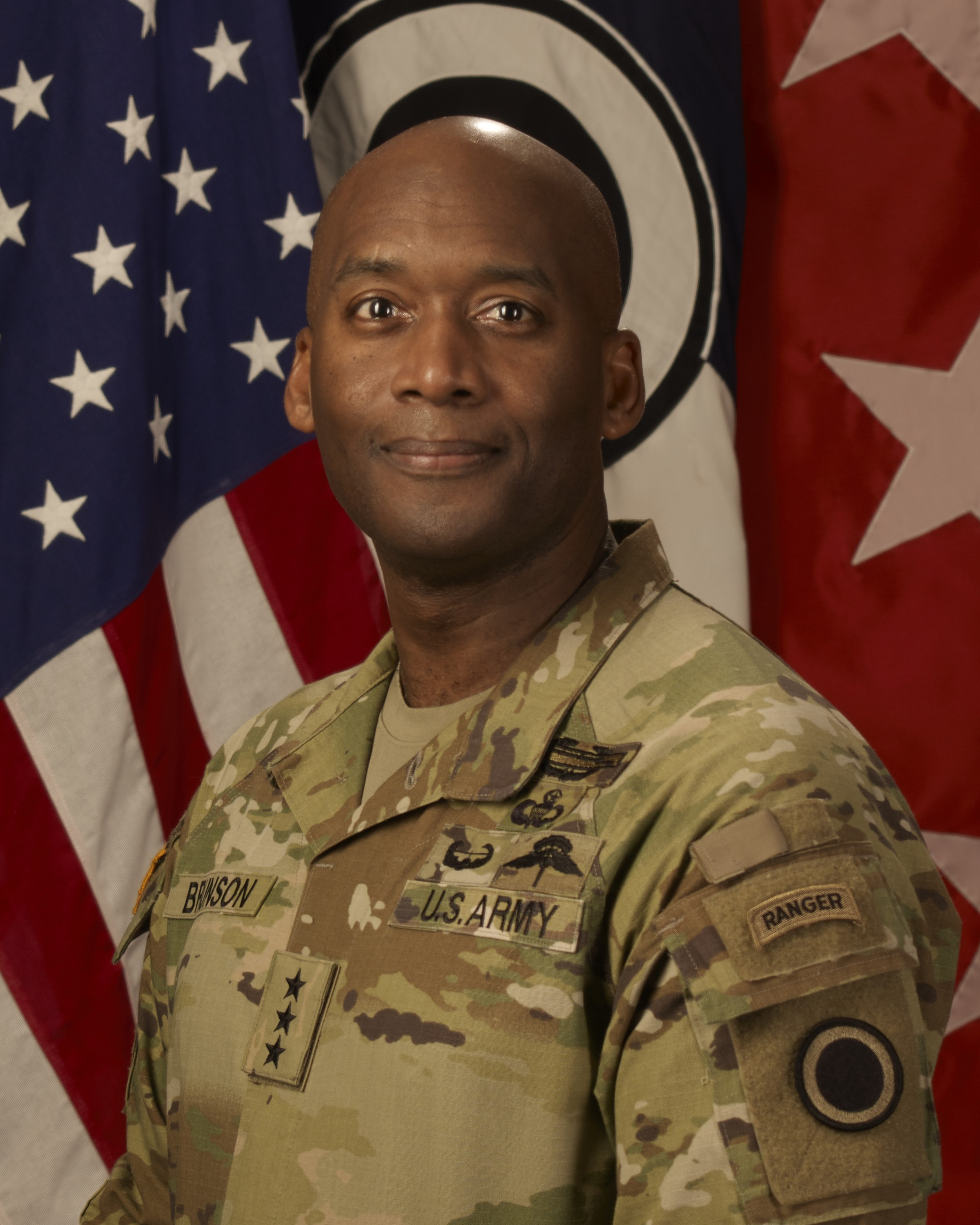
Xavier Brunson (2021)

Xavier T. Brunson (* um 1968 in Fayetteville, Cumberland County North Carolina) ist ein General der United States Army. Er war unter anderem Kommandeur der 7. Infanteriedivision und bis Oktober 2024 des I. Korps. Im Dezember 2024 wurde er neuer Kommandeur der  United States Forces Korea.
Brunson ist Mitglied einer vom Militär geprägten Familie aus Fayetteville. Mehrere Verwandte dienen oder dienten im US-Heer. Über das ROTC-Programm der Hampton University gelangte er im Jahr 1990 in das Offizierskorps des US-Heeres. Dort wurde er als Leutnant der Infanterie zugeteilt. In der Armee durchlief er anschließend alle Offiziersränge vom Leutnant bis zum Drei-Sterne-General.
Im Lauf seiner militärischen Karriere absolvierte Brunson unter anderem das United States Army War College. Zudem erhielt er einen akademischen Grad von der Webster University. Er absolvierte den für Offiziere in den entsprechenden Rangstufen üblichen Dienst in unterschiedlichen Einheiten und Standorten. Dazu gehörten auch Aufgaben als Stabsoffizier in verschiedenen Hauptquartieren. Er kommandierte Einheiten auf fast allen militärischen Ebenen bis hin zum Korpskommandeur.
Er war zunächst Stabsoffizier in einer Kompanie die zur 1. Panzerdivision gehörte. Später gehörte er dem Stab dieser in Deutschland stationierten Division an. Im weiteren Verlauf kommandierte er eine Luftlandekompanie, ein Bataillon und eine Brigade die zur 82. Luftlandedivision gehörten.
Am 2. August 2016 erreichte Xavier Brunson mit seiner Beförderung zum Brigadegeneral die Generalsränge. Zwischen November 2016 und Juli 2017 gehörte er dem Stab der 10. Gebirgsdivision in Fort Drum an. Dabei leitete er deren Stabsabteilung G3 für Operationen. Daran schloss sich eine Versetzung zum Hauptquartier des XVIII. Luftlandekorps an. Zwischen August 2017 und Juni 2019 war er Stabschef des Korps das in Fort Bragg stationiert war, aber auch zur Unterstützung der Operation Inherent Resolve im Irak aktiv wurde. In seine Zeit als Stabschef des XVIII. Luftlandekorps fiel am 2. April 2019 seine Beförderung zum Generalmajor.
Im August 2019 erhielt Brunson als Nachfolger von Willard Burleson das Kommando über die in Fort Lewis ansässige 7. Infanteriedivision. Dieses Amt bekleidete er bis zum Mai 2021. Danach war er bis zum September des gleichen Jahres stellvertretender Kommandeur des ebenfalls in Fort Lewis stationierten I. Korps. Am 1. Oktober 2021 erfolgte seine Beförderung zum Generalleutnant. Gleichzeitig erhielt er das Kommando über dieses Korps, welches er bis Oktober 2024 innehatte. Im September 2024 wurde er dem Senat der Vereinigten Staaten als zukünftiger Kommandeur von United States Forces Korea vorgeschlagen und bestätigt. Seine Amtsübernahme und Beförderung zum General erfolgten am 20. Dezember 2024.

## Orden und Auszeichnungen
Xavier Brunson wurde im Lauf seiner militärischen Laufbahn unter anderem die Defense Superior Service Medal, der Orden Legion of Merit und die Bronze Star Medal verliehen. 